# Physalis stapelioides
Physalis stapelioides là loài thực vật có hoa trong họ Cà. Loài này được (Regel) Bitter miêu tả khoa học đầu tiên năm 1922.